# José Marsà
José Martínez Marsà (Esplugues de Llobregat, 4 marzo 2002) è un calciatore spagnolo, difensore del Malines.

## Caratteristiche tecniche
È un difensore centrale che si esprime al meglio in una difesa a tre.

## Carriera

### Club
Cresciuto nelle giovanili del Barcellona, non riesce mai a esordire in prima squadra. Dopo 19 presenze con il Barcellona B viene prelevato dai portoghesi Sporting Lisbona. Esordisce coi lusitani il 14 maggio 2022 in occasione della vittoria per 4-0 ottenuta in campionato contro il Santa Clara.

### Nazionale
Dal 2017 al 2020 ha collezionato 12 presenze totali con le nazionali giovanili spagnole Under-17 e Under-18.

## Statistiche

### Presenze e reti nei club
Statistiche aggiornate al 4 dicembre 2024.
| Stagione                | Squadra                 | Campionato              | Campionato | Campionato | Coppe nazionali | Coppe nazionali | Coppe nazionali | Coppe continentali | Coppe continentali | Coppe continentali | Altre coppe | Altre coppe | Altre coppe | Totale | Totale | Totale |
| Stagione                | Squadra                 | Comp                    | Pres       | Reti       | Comp            | Pres            | Reti            | Comp               | Pres               | Reti               | Comp        | Pres        | Reti        | Pres   | Reti   |        |
| ----------------------- | ----------------------- | ----------------------- | ---------- | ---------- | --------------- | --------------- | --------------- | ------------------ | ------------------ | ------------------ | ----------- | ----------- | ----------- | ------ | ------ | ------ |
| 2021-2022               | Sporting Lisbona        | PL                      | 1          | 0          | TdP+TdL         | 0+0             | 0               | UCL                | 0                  | 0                  | ST          | 0           | 0           | 1      | 0      |        |
| 2022-gen. 2023          | Sporting Lisbona        | PL                      | 2          | 0          | TdP+TdL         | 1+0             | 0               | UEL                | 2                  | 0                  |             | -           | -           | 5      | 0      |        |
| Totale Sporting Lisbona | Totale Sporting Lisbona | Totale Sporting Lisbona | 3          | 0          |                 | 1               | 0               |                    | 2                  | 0                  |             | 0           | 0           | 6      | 0      |        |
| feb.-giu. 2023          | Sporting Gijón          | SD                      | 13         | 0          | CR              | -               | -               |                    | -                  | -                  |             | -           | -           | 13     | 0      |        |
| 2023-2024               | FC Andorra              | SD                      | 30         | 0          | CR+CC           | 1+1             | 0               |                    | -                  | -                  |             | -           | -           | 32     | 0      |        |
| 2024-2025               | Malines                 | PL                      | 16         | 0          | CB              | 1               | 0               |                    | -                  | -                  |             | -           | -           | 17     | 0      |        |
| Totale carriera         | Totale carriera         | Totale carriera         | 62         | 0          |                 | 4               | 0               |                    | 2                  | 0                  |             | 0           | 0           | 68     | 0      |        |

## Palmarès

### Competizioni regionali
- Copa Catalunya: 1

FC Andorra: 2023-2024